# Raid de Newburgh
Guerre de Sécession
Batailles
Le raid de Newburgh est un raid réussi de partisans confédérés contre Newburgh, dans l'Indiana, le 18 juillet 1862, faisant d'elle la première ville d'un État du nord à être capturée pendant la guerre de Sécession. Le colonel confédéré Adam Rankin Johnson mène le raid en utilisant une force de seulement 35 hommes environ qu'il a recrutés à proximité d'Henderson, au Kentucky. Ils confisquent du matériel et des munitions sans un coup de feu en incitant les défenseurs de Newburgh à penser que la ville est entourée par des canons. En réalité, les soi-disant canons sont un assemblage de tuyaux de poêle, un rondin calciné, et des roues de chariot, immortalisant le surnom d'Adam « Stovepipe » (tuyau de poêle) Johnson au commandant confédéré. 
Le raid convainc le gouvernement fédéral de fournir à l'Indiana une force permanente de soldats de l'armée de l'Union réguliers pour contrer les futurs raids et s'avère être un sérieux coup de pouce pour l'Union pour le recrutement dans l'Indiana.

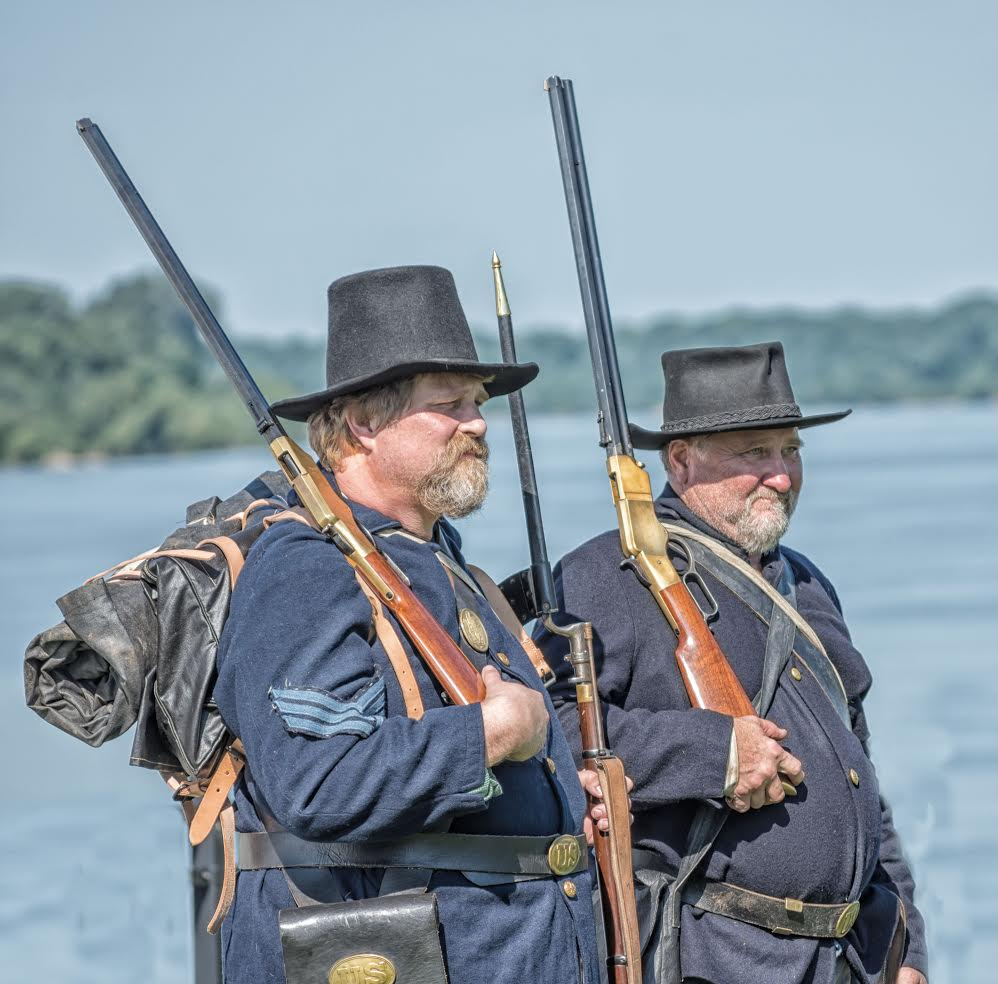
Acteurs de reconstitution de la guerre de Sécession illustrant le raid de Newburgh en juillet 2016

Employant le langage du Partisan Ranger Act confédéré de 1862, Johnson se représente lui-même dans un livre qu'il a écrit plus tard au cours de sa vie, au sein d'une force militaire opérant de manière irrégulière sous l'autorité d'officiers supérieurs tels que le général Nathan Bedford Forrest et le général John C. Breckinridge. Pourtant, au moment du raid, le récit de Johnson laisse à penser qu'il n'a aucune nomination officielle en tant qu'officier, qu'il ne porte pas d'uniforme, et commande un groupe de civils rassemblés à la hâte— étant plus des guérillas que les soldats. Les autorités de l'Union le considèrent certainement comme rien de plus qu'un brigand, et par la suite rejettent l'autorité des paroles qu'il a émises à ses quatre-vingts prisonniers.
Cependant, Johnson n'est pas sans une certaine expérience et autorité. Avant le raid, il a servi en tant qu'éclaireur pour le général Forrest, manquant de peu la bataille de Shiloh en avril 1862, dans le centre-sud du Tennessee, rejoignant Forrest à la base d'opérations confédérée à Corinth, au Mississippi. Johnson reçoit l'ordre de Forrest d'aller à Henderson, au Kentucky, pour donner un message secret à M. D. R. Burbank, un ancien employeur de Johnson. Juste avant de lancer le raid, les partisans de Johnson campent à la ferme de Soaper à Henderson. Avec trente-cinq hommes selon le décompte ultérieur de Johnson (d'autres en compte 32), formés par la combinaison des gardes de trois hommes pour Breckinridge avec les recrues du Kentucky, Johnson forme un groupe de rangers partisans  qui s'engagera dans la guérilla.

## Raid

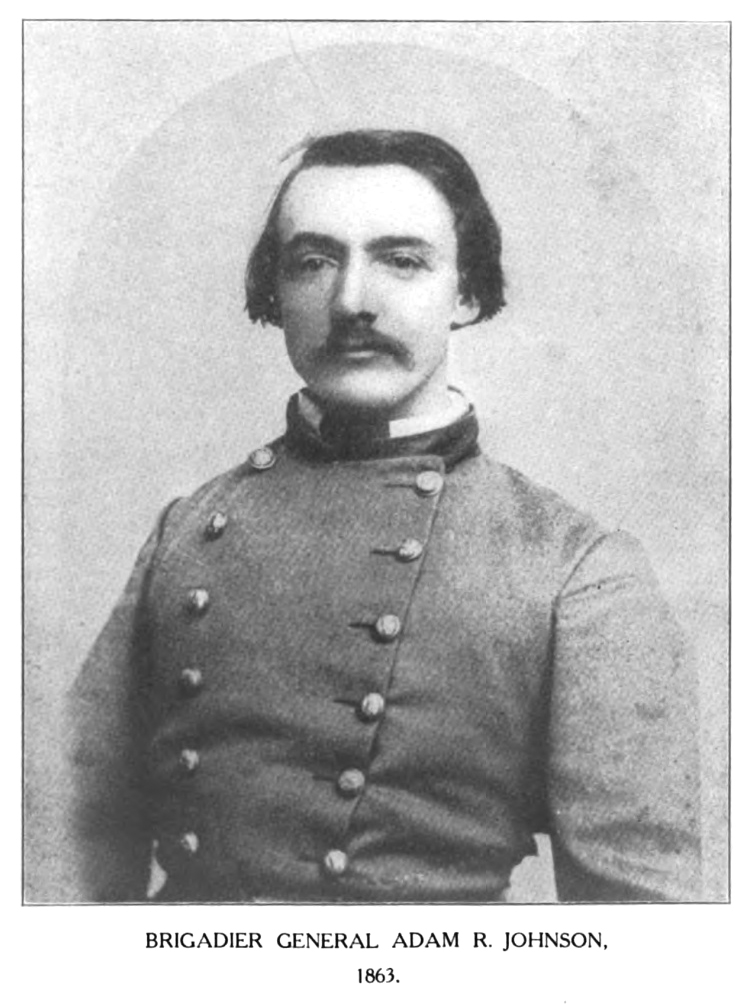
Adam Rankin Johnson en 1863

Johnson et ses hommes traverse la rivière Ohio, le 18 juillet 1862. Johnson et deux subordonnés, Felix Akin et Frank A. Owen, partagent un bateau et le reste de la force traverse par l'intermédiaire d'un bateau à fond plat. Avant le passage, Johnson place stratégiquement deux « canons Quaker », fabriqués en fait avec des tuyaux de poêle, des rondins carbonisés et, des essieux et des roues d'une charrette, sur les collines qui ont une vue sur Newburgh, et vice versa. Johnson n'a pas pu trouver suffisamment d'armes à feu pour l'ensemble de sa force, mais a été en mesure d'acquérir suffisamment de chevaux pour chaque homme devant recevoir une monture. Johnson permet à chacun de ses hommes de refuser de se joindre à lui pour le raid, mais tous sauf un homme veulent l'accompagner.
Dans Newburgh, la légion de l'Indiana est commandée par Union Bethell, qui a déjà eu un succès limité dans la mobilisation et la formation d'une compagnie locale de la milice de l'État. En conséquence, il stocke les armes fournies dans son propre entrepôt sans surveillance au bord de la rivière, un entrepôt de tabac qui contient également 75 sabres et 130 lots de pistolet. Les seuls défenseurs disponibles à Newburgh sont les quatre-vingts soldats en convalescence dans un hôpital de fortune qui est situé dans l'hôtel Exchange. Cet hôpital est lui-même une cible tentante pour Johnson parce qu'il y a des fournitures médicales, des objets d'économat, et des armes pour 200 soldats qui sont prévues pour les deux prochaines compagnies de la légion de l'Indiana ; tout ce dont a besoin les forces de Johnson. Lorsque Johnson ouvre la porte de l'hôtel, il est immédiatement mise en joue par des fusils de l'Union, mais il informe rapidement les soldats de l'Union qu'ils sont encerclés et qu'il n'y a aucun espoir de succès.
Lorsque les raiders frappent, Bethell déjeune et arrive sur les lieux en tenue civile. Quand il arrive à l'hôtel, il ne fait pas plus que des protestations verbales après que Johnson a souligné les deux canons placés derrière la rivière — des canons qui sont en fait des faux, fabriqués à partir d'un rondin noirci et un morceau de tuyau de poêle qui donne à Johnson son surnom. Johnson dit à Béthel qu'il « bombardera cette ville jusqu'au sol » s'il y a de la résistance.
À vingt-quatre kilomètres (quinze miles) de là, à Evansville, en Indiana, cinq compagnies de la légion de l'Indiana sont levées, mais ne seront pas disponibles pour défendre Newburgh avant le retrait des confédérés. Par hasard plutôt que par l'action des confédérés, la ligne télégraphique de Newburgh à Evansville n'est pas en service. L'information de l'incursion de Johnson prend donc des heures supplémentaires pour atteindre les autorités militaires de l'État et fédérales. Après avoir obtenu les objets qu'il voulait, Johnson libère sur paroles les officiers et soldats de l'Union capturés, et retourne au Kentucky. Newburgh est devenue la première ville d'un État du Nord à être capturée.

## Suite et conséquences

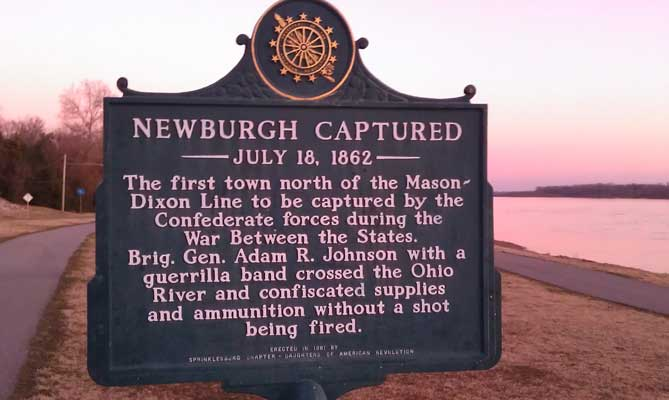
Marquer historique sur la rivière Ohio près de l'endroit où le raid de Newburgh a eu lieu.

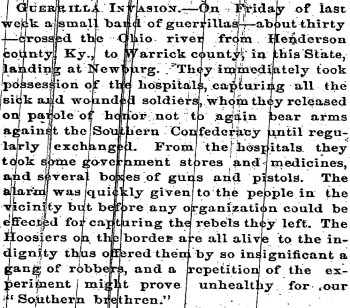
Rapport du raid dans le Evansville Weekly Gazette du 26 juillet 1862

Lorsque les compagnies de soldats de l'Union à proximité apprennent enfin le raid, elles sont mises en mouvement pendant plusieurs journées frénétiques. Le Lieutenant-colonel John Watson Foster, en congé du 25th Indiana Infantry, prend le commandement à Evansville. Il fait appel à des volontaires, y compris les soldats en convalescence de l'Union locaux, réunit une petite flottille de bateaux fluviaux, qui remonte la rivière Ohio jusqu'à l'embouchure de la rivière Green et engage une escarmouche avec un petit groupe de partisans confédérés.
Trouvant quelques défenseurs, Foster part ensuite à Newburgh. Une demi-douzaine de résidents locaux qui sont perçus comme sympathisants des rebelles sont arrêtés. L'un d'eux, Andrew Huston, est jugé et acquitté plus tard  par un jury d'un tribunal fédéral à Indianapolis sur des accusations de trahison et d'aide aux rebelles. Deux autres résidents de Newburgh, qui ont aidé les partisans sont tués par une foule en colère locale avant le rétablissement de l'ordre. Six autres résidents sont emprisonnés à Indianapolis et quatre autres quittent définitivement la ville.
La surprise totale et le succès sans effusion de sang du raid est un choc pour beaucoup de dirigeants Hoosiers et le gouverneur Oliver P. Morton prend bientôt l'initiative. D'abord à Indianapolis, puis à Evansville, il émet des appels répétés en faveur de volontaires et exhorte pour une riposte militaire vigoureuse. Dans un délai de trois jours, les officiers fédéraux et de l'État envoient environ un millier de soldats réguliers et volontaires sur place, occupent Henderson, au Kentucky, et font des reconnaissances dans la campagne de la ville. L'une des reconnaissances, menée par le capitaine Bethell, retrouve une partie des armes volées à proximité d'une ferme.
L'occupation d'Henderson s'avère être une conséquence à long terme du raid ; Newburgh ne sera plus menacée. Survenant au cours d'un appel pour un grand nombre de volontaires, le raid s'avère également être un sérieux coup de pouce pour le recrutement pour l'Union dans l'Indiana. Les volontaires de juillet ont été formés dans une unité de courte durée de trente jours, le 76th Indiana Infantry. Des volontaires pour un service plus long formeront des parties du 65th Indiana Infantry et du 78th Indiana Infantry. Plusieurs milliers de volontaires de l'Indiana supplémentaires rejoignent l'armée dans les jours et semaines suivants. Déçu par les performances de sa milice, Morton retourne à Indianapolis et consacre beaucoup de temps à l'amélioration de l'équipement et de la formation de la milice, et à étendre le réseau télégraphique le long de la rivière Ohio exposée.
Le raid de Newburgh permet également à Johnson de lever et d'armer un certain nombre de jeunes recrues pour ce qui devient son 10th Kentucky Cavalry (CSA). Après le raid, Braxton Bragg promeut Johnson colonel. Johnson sera toujours surnommé « Stovepipe » pour avoir réussi ce raid. Il retourne dans l'Indiana, un an plus tard, en tant que commandant de la brigade du raid de Morgan en 1863.
L'historien et ancien officier unioniste Edmund L. Starling dit du raid : « [Adam] Johnson a sans doute effectué le coup de maître militaire le plus téméraire et le plus réussi, réalisé par un commandant d'une autorité haute ou basse, de chacune des armées pendant la guerre ». Johnson raconte les événements à de nombreuses reprises, et publie finalement le récit, dans ses mémoires, Partisan Rangers of the Confederacy. Rempli d'enthousiasme, de chevalerie sudiste, et d'allusions à des personnes — bien que souvent non confirmées — ses mémoires assurent que de nombreux commentateurs placent le raid de Newburgh dans le contexte des mouvements confédérés au Kentucky à l'été de 1862.
Le musée de Newburgh commence à mettre en scène une reconstitution du raid en 2016. Dans le passé, l'événement a parfois été commémoré par des reconstitutions de la batterie de Cobb's Key à au Sunset Park de Henderson.